# José Fortunato Álvarez Valdéz
José Fortunato Álvarez Valdéz (ur. 8 listopada 1967 w Mexicali, zm. 7 listopada 2018 tamże) – meksykański duchowny rzymskokatolicki, biskup Gómez Palacio w latach 2016–2018.

## Życiorys
Urodził się w Mexicali 8 listopada 1967.
Święcenia kapłańskie otrzymał 31 maja 1998 i został inkardynowany do diecezji Mexicali. Pracował głównie jako duszpasterz parafialny, był także m.in. diecezjalnym duszpasterzem powołań, kanclerzem kurii oraz obrońcą węzła w sądzie biskupim.
30 grudnia 2015 papież Franciszek mianował go biskupem diecezjalnym diecezji Gómez Palacio. Sakry udzielił mu 16 marca 2016 nuncjusz apostolski w Meksyku – arcybiskup Christophe Pierre.
Zmarł 7 listopada 2018 w wieku 51 lat.